# (400287) 2007 TE10
(400287) 2007 TE10 es un asteroide perteneciente al cinturón de asteroides, descubierto el 11 de septiembre de 2007 por el equipo del Mount Lemmon Survey desde el Observatorio del Monte Lemmon, Arizona, Estados Unidos.

## Designación y nombre
Designado provisionalmente como 2007 TE10.

## Características orbitales
2007 TE10 está situado a una distancia media del Sol de 2,412 ua, pudiendo alejarse hasta 2,958 ua y acercarse hasta 1,866 ua. Su excentricidad es 0,226 y la inclinación orbital 2,042 grados. Emplea 1368,81 días en completar una órbita alrededor del Sol.

## Características físicas
La magnitud absoluta de 2007 TE10 es 17,5.